# Henry Tibbats Stainton

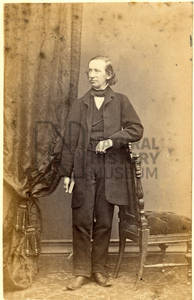
Henry Tibbats Stainton.

Henry Tibbats Stainton (13 d'agost de 1822 - 2 de desembre de 1892), fou un entomòleg anglès.
Stainton fou l'autor del Manual of British Butterflies and Moths (1857-59) i amb l'entomòleg alemany Philipp Christoph Zeller, el suís Heinrich Frey i un altre entomòleg anglès, John William Douglas foren els autors de The Natural History of the Tineina (1855-73).